# Lista de filmes com temática LGBT de 1967
Esta é uma lista de filmes que contém personagens e/ou temática lésbica, gay, bissexual, ou transgênera lançados em 1967.
| Título                                      | Direção                     | País            | Gênero                     | Elenco | Anotações |
| ------------------------------------------- | --------------------------- | --------------- | -------------------------- | --- | --- |
| **** (Four Stars)                           | Andy Warhol                 | EUA             | Experimental               | Brigid Berlin, Tally Brown, David Croland , Edie Sedgwick, Ondine, Brigid Berlin, Viva, Gerard Malanga, Ultraviolet, Taylor Mead, Joe Dallesandro | |
| Accident                                    | Joseph Losey                | Reino Unido     | Drama                      | Dirk Bogarde, Stanley Baker, Jacqueline Sassard, Delphine Seyrig, Alexander Knox, Michael York                                                    | [ 1 ] |
| Bike Boy                                    | Andy Warhol                 | EUA             | Drama                      | Joseph Spencer, Ed Wiener, Vera Cruz, George Ann, Bruce Ann, Ed Hood, Brigid Berlin, Ingrid Superstar                                             | [ 2 ] |
| Carry on Doctor                             | Gerald Thomas               | Reino Unido     | Comédia                    | Frankie Howerd, Sid James, Charles Hawtrey, Kenneth Williams, Jim Dale, Barbara Windsor                                                           | Décimo quinto filme da série Carry On                                                                                |
| Carry On... Follow That Camel               | Gerald Thomas               | Reino Unido     | Comédia                    | Phil Silvers, Kenneth Williams, Jim Dale, Charles Hawtrey, Joan Sims, Angela Douglas                                                              | Décimo quarto filme da série Carry On                                                                                |
| Cool Hand Luke                              | Stuart Rosenberg            | EUA             | Drama                      | Paul Newman, George Kennedy, J.D.Cannon | [ 5 ] |
| Consenting Adults: A Study of Homosexuality | Adam Clapham                | Reino Unido     | Curta, Documentário        | Angela Huth | Busca a simpatia do público ao entrevistar um casal gay e um lésbico                                                 |
| David Holzman’s Diary                       | Jim McBride                 | EUA             | Comédia                    | L. M. Kit Carson, Eileen Dietz, Lorenzo Mans, Louise Levine, Fern McBride                                                                         | |
| The Day the Fish Came Out                   | Michael Cacoyannis          | Grécia          | Comédia, Ficção Científica | Tom Courtenay, Sam Wanamaker, Colin Blakely | . trad. Quando os Peixes Saíram da Água                                                                              |
| Eros, O Basileus                            | Gregory J. Markopoulos      | EUA             | Drama                      | Robert Beavers | [ 8 ] |
| The Fox                                     | Mark Rydell                 | Canada          | Drama                      | Sandy Dennis, Anne Heywood, Keir Dullea | Baseado no romance homônimo de D. H. Lawrence                                                                        |
| Frankenstein Created Woman                  | Terence Fisher              | Reino Unido     | Horror, Ficção Científica  | Peter Cushing, Susan Denberg, Thorley Walters, Robert Morris, Duncan Lamont, Peter Blythe                                                         | O famoso cientista transfere a alma de um jovem guilhotinado para o corpo da namorada que se suicidou após sua morte |
| The Girl with the Hungry Eyes               | William Rotsler             | EUA             | Drama                      | Adele Rein, Cathy Crowfoot, Pat Barrington, Charlotte Stewart William Rotsler                                                                     | Duas lésbicas são obcecadas uma com a outra                                                                          |
| Himself as Herself                          | Gregory J. Markopoulos      | EUA             | Experimental               | Gordon Baldwin | Evoca a flexibilidade da identidade de gênero                                                                        |
| I, a Man                                    | Andy Warhol, Paul Morrissey | EUA             | Experimental               | Tom Baker, Ivy Nicholson, Valerie Solanas, Ingrid Superstar, Ultra Violet, Nico                                                                   | |
| I Was a Man                                 | Barry Mahon                 | EUA             | Documentário               | Ansa Kansas | A jornada de uma mulher trans do Kansas até a Finlândia para sua cirurgia de redesignação sexual                     |
| The Illiac Passion                          | Gregory J. Markopoulos      | EUA             | Experimental               | Richard Beauvais, David Beauvais, Robert Alvarez, Taylor Mead, Sheila Gary, Peggy Murray, Tom Venturi                                             | Sobre personagens da mitologia grega no mundo moderno, focando em Prometeu                                           |
| Line of Apogee                              | Lloyd Michael Williams      | EUA             | Curta                      | Beverly Baum, Charles Braun, Anthony Coll, Richard Denby, Anne Linden, Harold Naiderman                                                           | [ 14 ] |
| Lusting Hours                               | Lem Amero, John Amero       | EUA             | Erótico, Drama             | Michael Findlay, Roberta Findlay, Jean Reynolds, Cindy Freemont, Janet Banzet, Sheila Britt, Ron Skideri                                          | [ 15 ] |
| O Menino e o Vento                          | Carlos Hugo Christensen     | Brasil          | Drama                      | Ênio Gonçalves, Luiz Fernando Ianelli, Wilma Henriques, Odilon Azevedo, Oscar Felipe, Germano Filho                                               | Baseado no conto O Iniciado do Vento de Aníbal Machado                                                               |
| The Nude Restaurant                         | Andy Warhol                 | EUA             | Experimental               | Viva, Louis Waldon, Taylor Mead, Allen Midgette, Rod LaRod, Ingrid Superstar, Julian Burroughs                                                    | Possui duas versões; uma com apenas homens nus, e a outra com todos os atores vestindo tapa-sexos                    |
| Portrait of Jason                           | Shirley Clarke              | EUA             | Drama, Documentário        | Jason Holliday, Shirley Clarke, Carl Lee | Sobre a vide de Jason Holliday, um gigolô gay e negro, aspirante à artista de boate                                  |
| Reflections in a Golden Eye                 | John Huston                 | EUA             | Drama                      | Marlon Brando, Elizabeth Taylor, Brian Keith | Baseado no romance homônimo de Carson McCullers                                                                      |
| Sábado en la playa                          | Esteban Farré               | Espanha         | Drama                      | Lola Cardona, Ramón Corroto, Blanca de Silos | [ 20 ] |
| Se sei vivo spara                           | Giulio Questi               | Itália, Espanha | Ação                       | Tomas Milian, Marilù Tolo, Piero Lulli, Milo Quesada                                                                                              | |
| La señora del intendente                    | Armando Bo                  | Argentina       | Comédia                    | Isabel Sarli, Pepe Arias, Pepita Muñoz | [ 21 ] |
| She-Man: A Story of Fixation                | Bob Clark                   | EUA             | Comédia, Crime             | Leslie Marlowe, Wendy Roberts, Dorian Wayne, Crystal Hans                                                                                         | Um soldado é forçado a tomar estrogênio e usar lingerie depois de ser chantageado                                    |
| Spy on the Fly                              | Ray Harrison                | EUA             | Comédia                    | Warren Fremming | Paródia drag dos filmes de James Bond                                                                                |
| A Taste of Flesh                            | Doris Wishman               | EUA             | Erótico, Crime             | Michael Alaimo, Darlene Bennett, Layla Peters, Buck Starr                                                                                         | Dois assassinos invadem a casa de um casal de lésbicas para matar um dignatário estrangeiro                          |
| De verloedering van de Swieps               | Erik Terpstra               | Países Baixos   | Drama                      | Wies Andersen, Hetty Verhoogt, Ramses Shaffy, Henk Molenberg, Lyda Lobo, Stijntje Portegies-Zwart                                                 | Um casal leva um mochileiro para casa e os três acabam envolvidos em um triângulo amoroso                            |
| What’s Happening?                           | Antonello Branca            | Itália, EUA     | Documentário               | Andy Warhol, Allen Ginsberg, Roy Lichtenstein, Robert Rauschenberg, Gregory Corso, Fred Mogubgub                                                  | Os EUA dos anos 60 vistos pelos artistas do Pop Art e da Geração Beat                                                |